# For My Hand
"For My Hand" é uma canção do cantor nigeriano Burna Boy, com vocais adicionais do músico inglês Ed Sheeran. Foi lançado pela Atlantic Records a 8 de Julho de 2022 como o segundo single do sexto álbum de estúdio de Burna Boy, Love, Damini (2022), junto com o álbum. Na Itália, foi enviada às principais estações de rádio de música contemporânea a 11 de Julho. Burna Boy e Ed Sheeran escreveram a música com o produtor P2J. Ele marca a segunda colaboração entre os dois artistas, já que ambos participaram do single "Own It", do segundo álbum de estúdio do rapper britânico Stormzy, Heavy Is the Head (2019).
A 30 de Junho de 2022, Sheeran trouxe Burna Boy durante a sua apresentação no Estádio de Wembley na sua cidade natal no Reino Unido, na qual os dois artistas apresentaram "For My Hand" pela primeira vez.
Em "For My Hand", Burna Boy traz Ed Sheeran para o mundo da música. A música de amor é focada em emoções e honestidade nos relacionamentos, pois eles cantam sobre querer ser aceites por quem são. O tema foi descrito como um "voto de devoção mútua digno de canção de casamento através de tempos difíceis," na qual cantam: "Sempre que estou quebrado, você me faz sentir inteiro."
O videoclipe oficial de "For My Hand" estreou juntamente com o lançamento da música e do álbum a 8 de Julho de 2022. Burna Boy e Ed Sheeran cantam dentro de um elevador. Os dois artistas estão no topo da Cidade de Nova Iorque e Burna Boy se torna um com as nuvens no céu. O vídeo termina com um casal dançando no mesmo elevador, que ficam se tocando. Eles sobem para o mar e para o céu enquanto sobem ao topo de um arranha-céu.
Os seguintes créditos foram adaptados do encarte do álbum Love, Damini (2022):
- Burna Boy — vocais, composição
- Ed Sheeran — vocais, composição
- P2J — produção, composição, gravação
- Jesse Ray Ernster — mistura
- Gerhard Westphalen — masterização
- Joe Begalla — assistência de mistura
- Noah "MixGiant" Glassman — assistência de mistura

Tabelas semanais
| País — Tabela musical (2022)                        | Posição de pico |
| --------------------------------------------------- | --------------- |
| Canadá — Hot 100 (Billboard)                        | 63              |
| Dinamarca — Singles Top-40 (Hitlisten)              | 40              |
| Mundo — Global 200 (Billboard)                      | 52              |
| Irlanda — Singles Top 50 (IRMA)                     | 52              |
| Países Baixos — Single Top 100 (MegaCharts)         | 60              |
| Nova Zelândia — Hot Singles (RMNZ)                  | 15              |
| África do Sul — Singles Chart (RISA)                | 4               |
| Suécia — Top Singles Top 100 (Sverigetopplistan)    | 38              |
| Suíça — Singles Top 75 (Schweizer Hitparade)        | 59              |
| Reino Unido — Official Singles Chart Top 100 (OCC)  | 30              |
| Reino Unido — Official Afrobeats Chart Top 20 (OCC) | 2               |
| Reino Unido — R&B Singles Chart (OCC)               | 11              |
| Estados Unidos — Bubbling Under Billboard Hot 100   | 13              |
| Estados Unidos — Afrobeats Songs (Billboard)        | 2               |
| Mundo — World Digital Song Sales (Billboard)        | 3               |